# 10-Yard Fight
10-Yard Fight (яп. 10ヤードファイト тэн я:до файто) — аркадная видеоигра, симулятор американского футбола, разработанная японской компанией Irem и выпущенная в 1983 году. В 1985 году игра была портирована на NES сначала в Японии, затем в Северной Америке и Европе. Также игра была выпущена на MSX, но только в Японии.

## Игровой процесс
Всё, что происходит на поле, игрок видит сверху. По мере передвижения мяча камера передвигается вверх или вниз.
В игре всего пять уровней сложности: High scool team (с англ. — «Команда старшей школы»), College (с англ. — «Колледж»), Professional (с англ. — «Профессионал»), Playoff (с англ. — «Плей-офф»), Super bowl (с англ. — «Супер кубок»).
Игра начинается на самом лёгком уровне — High scool team. После удачного окончания игры она начинается заново на более сложном уровне. Во время самого матча команда может выступать в роли атакующих или обороняющихся. Атакующая команда владеет мячом, и её главная цель — добежать до конца поля (тачдаун), в этом случае команда зарабатывает очки. Обороняющиеся должны помешать атакующим и перехватить мяч. Время игры ограничено: на один матч даётся 60 минут, по 30 минут на тайм.